# Espace urbain de Digne-les-Bains
Cet article court présente un sujet plus développé dans : Espace urbain.
L’espace urbain de Digne-les-Bains est un espace urbain français centré sur la ville de Digne-les-Bains. C'était, en 1999, le 70e des 96 espaces urbains français par la population, il comportait alors 23 communes.